# Anthias
Anthias ist eine Gattung der Fahnenbarsche (Anthiadidae). Die Fische leben im tropischen und subtropischen Atlantik, und mit jeweils einer Art im Mittelmeer und bei den Galapagosinseln in Korallen- und Felsriffen in Tiefen von 30 bis 460 Metern.

## Merkmale
Anthias-Arten werden 15 bis 29 cm lang und haben einen ovalen, seitlich abgeflachten rötlich oder orange gefärbten und mit Kammschuppen bedeckten Körper. Der Kopf und die Basen der Flossen sind zum größten Teil beschuppt. Das Maul ist vorstülpbar (protaktil). Vordere und hintere Nasenöffnungen stehen eng beieinander. Das Präoperkulum ist gesägt. Die Zähne der äußeren Zahnreihen sind in der Regel konisch, die der inneren Zahnreihen bürstenartig mit wenigen vergrößerten, konischen Zähnen. Der Gaumen ist bezahnt, die Zunge ist unbezahnt. Die Kiemenreuse ist gut entwickelt. 37 bis 48 Kiemenreusendornen befinden sich auf dem ersten Kiemenbogen. Die Seitenlinie ist vollständig und nicht unterbrochen. Sie verläuft auf dem Rumpf einige Schuppenreihen unterhalb der Rückenflossenbasis und auf dem Schwanzstiel entlang der Mitte. Anthias-Arten haben nur eine Rückenflosse, die zwischen ihrem hart- und weichstrahligen Abschnitt nicht tief eingebuchtet ist. Die Schwanzflosse ist tief gegabelt.
- Flossenformel: Dorsale X/(13)14–15(16), Anale III/(6)7(8), Pectorale 16–22, Caudale 15 (8+7)/13 (7+6)
- Schuppenformel: Sl 31–41/16–25.

## Arten

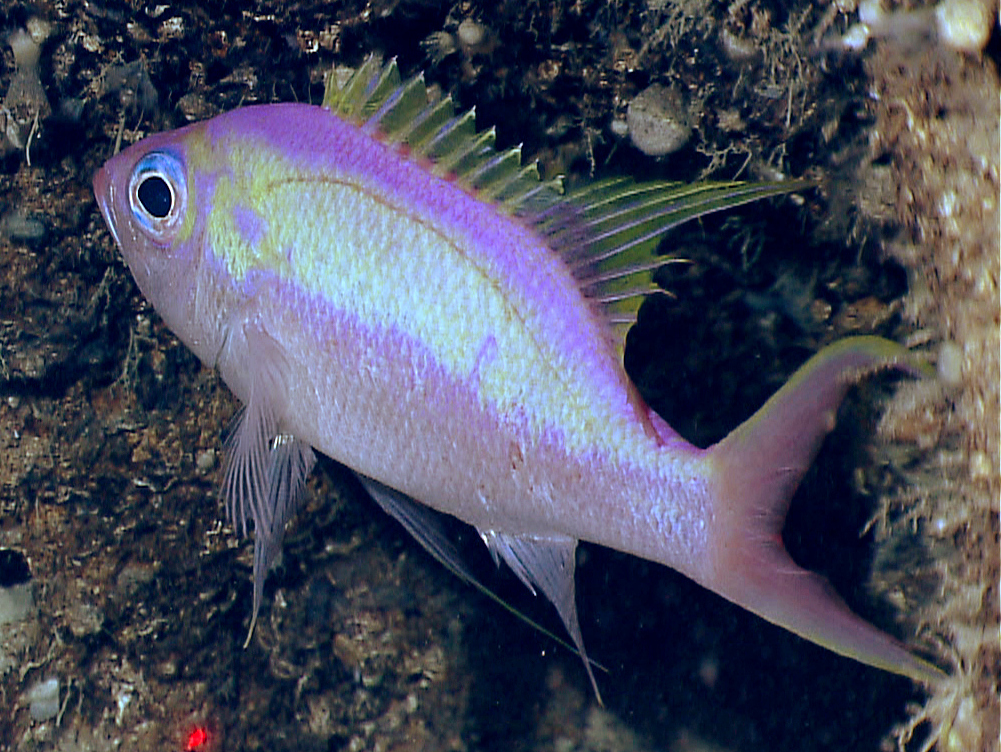
Anthias woodsi

Zur Gattung Anthias gehören neun Arten:
- Mittelmeer-Fahnenbarsch (Anthias anthias (Linnaeus, 1758))
- Anthias asperilinguis Günther, 1859
- Anthias cyprinoides (Katayama & Amaoka, 1986)
- Anthias helenensis Katayama & Amaoka, 1986
- Anthias hensleyi (Anderson & García-Moliner, 2012)
- Anthias menezesi Anderson & Heemstra, 1980
- Anthias nicholsi Firth, 1933
- Anthias noeli Anderson & Baldwin, 2000
- Anthias woodsi Anderson & Heemstra, 1980